# 鹤沙航城
鹤沙航城又稱航头大居，是位于中國上海市浦東新區航头镇的一個大型保障性居住區，东至上海地铁16号线，南至下盐公路，西至沪南公路及上海地铁18号线，北至五灶港，占地面积5.03平方公里，建筑面积480万平方米。鹤沙航城內有经济适用房、廉租房、动迁房、安置房、回搬房和商品房。有来自黄浦、虹口、普陀、闸北、杨浦、静安和浦东新区等七个区的居民拆遷至此。

## 歷史
鹤沙航城名稱中的鹤沙是下沙的別稱。當地原先是王楼村和沉香村。王楼村是傅雷的出生地。鹤沙航城于2006年開工建設，2008年第一批住宅樓完工。同年鹤沙航城內又有4個小區開工。至2016年10月，已入住居民6.1万余人。